# Riesenbastkäfer
Der Riesenbastkäfer (Dendroctonus micans) ist eine europäische Borkenkäferart, die vor allem an Fichten (Picea) auftritt. Er ist ein typischer Sekundärschädling und die größte in Mitteleuropa heimische Borkenkäferart.

## Beschreibung
Die ausgewachsenen Käfer werden 5,5 bis 9 Millimeter lang. Der walzenförmige Körper ist glänzend schwarzbraun bis schwarz gefärbt und weist eine gelbliche Behaarung auf. Der kleine, versenkte, Halsschild ist vorne eingeschnürt und breiter als lang. Die Fühlergeißeln sind 5-gliedrig und die 3-gliedrigen Keulen sind deutlich abgeflacht.

## Verbreitung
Das Verbreitungsgebiet des Riesenbastkäfers erstreckt sich von Nord-, Mittel- und Osteuropa über Sibirien bis nach Japan.

## Lebensweise
Die Art befällt vor allem Fichtenarten (Picea). Seltener befällt sie auch die Weiß-Tanne (Abies alba), die Europäische Lärche (Larix decidua), die Bergkiefer (Pinus mugo) sowie die Waldkiefer (Pinus sylvestris).
Es werden einjährige, unter kühlen Bedingungen auch mehrjährige Generationen gebildet. Die Art ist in der Lage, in allen Entwicklungsstadien zu überwintern. Ausgewachsene Käfer fliegen von Ende April bis Anfang September, wobei keine ausgeprägten Schwärmzeiten auftreten.